# Jean-Bédel Bokassa
Jean-Bédel Bokassa, uralkodói nevén: I. Bokassa (Bobangui, Ubangi-Shari, 1921. február 22. – Bangui, 1996. november 3.) katonai vezető és politikus, a Közép-afrikai Köztársaság elnöke 1966-tól 1976-ig, Közép-Afrika császára 1976-tól 1979-ig.

## Életrajza
Bangui falu törzsfőnökének fiaként született 1921-ben. Apját Mindogon Bokassát francia katonák brutális kegyetlenséggel agyonverték 1927-ben. Anyja Marie Yokowo a tragédia következtében egy hét múlva öngyilkosságot követett el. Őt és tizenegy másik testvérét a nagyszülők nevelték tovább. 1939-ben bevonult a francia hadseregbe, és az indokínai háborúban harcolva több kitüntetést is kapott. 1961-re századosi rangig jutott. Ekkor a függetlenné vált Közép-afrikai Köztársaság elnöke, David Dacko hívására elvállalta a hadsereg vezetését.
Bokassa 1966-ban a szilveszteri puccsal került hatalomra. Kiszámíthatatlan kül- és belpolitikájával vált ismertté. Tizenegy évig volt az ország „örökös” elnöke, majd példaképét, Napóleont utánozva, 1976-ban császárrá nyilvánította magát, és létrehozta a Közép-afrikai Császárságot, amelynek három évig volt az uralkodója. Ekkor tért át pár hónapra, 1976 szeptembere és decembere között az iszlám hitre, felvéve a Salah Eddine Ahmed Bokassa nevet, majd rekatolizált abban a reményben, hogy VI. Pál pápa fogja megkoronázni, amit azonban a pápa érthetően elutasított.
A császárrá avatási szertartás 20 millió amerikai dollárba került, és csődbe juttatta az elszegényedett országot. Nagy nemzetközi felháborodást keltett, amikor kitudódott, hogy személyesen vett részt 100 iskolás gyerek lemészárlásában (állítólag mert nem akarták viselni az őt ábrázoló ingeket).
Császárrá való átminősítése után még erőteljesebb személyi kultuszt folytatott: szobrokat emeltetett magának, intézményeket neveztetett el magáról és hatalmas felvonulásokat tartatott (főleg észak-koreai mintára), amelyen a felvonulóknak az ő képét kellett viselniük a ruháikon.
Országában olyan gazdasági törvényeket vezetett be, amelyek alapján az államvagyon az ő személyes vagyonát is jelentette. Ezzel a háta mögött bármire rátehette a kezét. Az országban voltak uránlelőhelyek, de Bokassa sosem fektetett ipari kitermelésbe. A nyersuránt és nyersgyémántot illegális úton értékesítette külföldön (többek között Franciaországban), az ebből befolyó pénzt pedig svájci bankszámlákon helyezte el, illetve nagyértékű luxusingatlanokat, kastélyokat vásárolt Franciaországban.
Uralmának viszont volt néhány pozitív intézkedése is, így még elnöksége idején betiltotta a női körülmetélés ősi szokását Közép-Afrikában (igaz, felszámolni nem tudta), amelyet primitív módszerekkel és mindenféle fertőtlenítés nélkül végeztek.
A ceremónia miatti gazdasági összeomlás következtében a feszültség pattanásig nőtt. Amikor Bokassa elrendelte az ő képét ábrázoló iskolai egyenruha viselését (s a beszerzés költségét az iskoláknak kellett volna állniuk), nagyméretű diáktüntetések kezdődtek a fővárosban, Banguiban (ekkor került sor az említett iskolai mészárlásokra is). A tüntetések két napon belül fegyveres felkeléssé változtak, amit még Bokassának sikerült levernie zairei ejtőernyős segédcsapatok támogatásával. Az összecsapásoknak 150 halottjuk volt, de a kirobbant ellenállást ez nem törte le. Ráadásul a franciák is megelégelték Bokassa rémuralmát és a császári hatalmat francia ejtőernyősök döntötték meg 1979. szeptember 20-án, másnap pedig ismét kikiáltották a köztársaságot és David Dackót visszahelyezték hivatalába.
Bokassa a hatalomátvétel idején Líbiában tartózkodott. Innen Elefántcsontpartra menekült, és a következő négy évet ott töltötte. Ezután Franciaországba költözött, ahonnan 1986. október 24-én hazatért, annak ellenére, hogy távollétében halálra ítélték. 1987. június 12-én, bírósági tárgyalás után a kannibalizmust kivéve minden vádpontban bűnösnek találták, és ismét halálra ítélték. 1988. február 29-én a büntetését életfogytiglani börtönbüntetésre enyhítették, majd egy év múlva 20 évre csökkentették.
1993. augusztus 1-jén amnesztiával szabadult. Élete hátralévő részét hazájában töltötte, 1996. november 3-án halt meg. Élete során 17 felesége volt, akik 50 gyereket szültek neki.